# Filipijnen op de Olympische Zomerspelen 1968
De Filipijnen namen deel aan de Olympische Zomerspelen 1968 in Mexico-Stad, Mexico.

## Resultaten per onderdeel

### Atletiek
| Olympiër             | Discipline       | Resultaat | Prestatie                |
| -------------------- | ---------------- | --------- | ------------------------ |
| Rogelio Onofre       | 100m (m)         | 42e       | serie 6: 6de in 10,58    |
| Rogelio Onofre       | 110m horden (m)  | 28e       | serie 4: 6de in 15,0     |
| Benjamin Silva-Netto | 5000m (m)        | 32e       | serie 2: 13de in 17.10,2 |
| Benjamin Silva-Netto | 10000m (m)       | 31e       | 32.35,2                  |
| Benjamin Silva-Netto | marathon (m)     | 49e       | 2:56.19                  |
|                      |                  |           |                          |
| Josephine de la Viña | discuswerpen (v) | 15e       | 46,56m                   |
| Lolita Lagrosas      | vijfkamp (v)     | 25e       | 4131 punten              |

### Basketbal
De Filipijnen eindigde met drie overwinningen en zes nederlagen op de 13e plaats.
| Olympiër | Discipline | Resultaat | Prestatie |
| --- | ---------- | --------- | --- |
| Orlando Bauzon Danny Florencio Robert Jaworski Jimmy Mariano Alfonso Marquez Rogelio Melencio Edgardo Ocampo Adriano Papa Jr. Alberto Reynoso Joaquín Rojas Elias Tolentino Renato Reyes | mannen     | 13e       | groep A: 7de V van Italië: 66-91 V van Spanje: 79-108 V van Verenigde Staten: 75-96 V van Panama: 92-95 V van Puerto Rico: 65-89 W van Zweden: 80-68 V van Joegoslavië: 68-89 13-16de plek: W van Marokko: 86-57 13-14 plek: W van Zuid-Korea: 66-63 |

| Voorronde Groep A |                  |             |             |             |        |        |        |        |
| #                 | Land             | Wedstrijden | Wedstrijden | Wedstrijden | Punten | Punten | Punten | Punten |
| #                 | Land             | G           | W           | V           | V      | T      | Saldo  | Punten |
| 1                 | Verenigde Staten | 7           | 7           | 0           | 599    | 392    | +207   | 14     |
| 2                 | Joegoslavië      | 7           | 6           | 1           | 592    | 511    | +81    | 13     |
| 3                 | Italië           | 7           | 5           | 2           | 562    | 539    | +23    | 12     |
| 4                 | Spanje           | 7           | 4           | 3           | 557    | 548    | +9     | 11     |
| 5                 | Puerto Rico      | 7           | 3           | 4           | 493    | 468    | +25    | 10     |
| 6                 | Panama           | 7           | 2           | 5           | 572    | 624    | -52    | 9      |
| 7                 | Filipijnen       | 7           | 1           | 6           | 525    | 636    | -111   | 8      |
| 8                 | Zweden           | 7           | 0           | 7           | 383    | 565    | -182   | 7      |

| Ronde        | Datum       | Plaats           | Land   | Score       | Land |
| ------------ | ----------- | ---------------- | ------ | ----------- | ---- |
| Groepsfase   |             |                  |        |             |      |
| 13 oktober   | Mexico-Stad | Italië           | 91-66  | Filipijnen  |      |
| 14 oktober   | Mexico-Stad | Spanje           | 108-79 | Filipijnen  |      |
| 15 oktober   | Mexico-Stad | Verenigde Staten | 96-75  | Filipijnen  |      |
| 16 oktober   | Mexico-Stad | Filipijnen       | 92-95  | Panama      |      |
| 18 oktober   | Mexico-Stad | Filipijnen       | 65-89  | Puerto Rico |      |
| 19 oktober   | Mexico-Stad | Filipijnen       | 80-68  | Zweden      |      |
| 20 oktober   | Mexico-Stad | Joegoslavië      | 89-68  | Filipijnen  |      |
| 13-16de plek |             |                  |        |             |      |
| 22 oktober   | Mexico-Stad | Filipijnen       | 86-57  | Marokko     |      |
| 13-14de plek |             |                  |        |             |      |
| 24 oktober   | Mexico-Stad | Filipijnen       | 66-63  | Zuid-Korea  |      |

### Boksen
| Olympiër            | Discipline | Resultaat | Prestatie                                                                       |
| ------------------- | ---------- | --------- | ------------------------------------------------------------------------------- |
| Manolo Vicera       | -48kg (m)  | 17e       | 1ste ronde: V van GDR Englmeier: 0-5                                            |
| Rodolfo Díaz        | -51kg (m)  | 17e       | 1ste ronde: V van ZAM Mwansa: 1-4                                               |
| Dominador Calumarde | -54kg (m)  | 17e       | 1ste ronde: vrij 2de ronde: V van JPN Morioka: 1-4                              |
| Teogenes Pelegrino  | -57kg (m)  | 17e       | 1ste ronde: W van ETH Seifu: knock-out 2de ronde: V van USA Robinson: knock-out |
| Rodolfo Arpón       | -60kg (m)  | 33e       | 1ste ronde: V van ARG Agüero: 2-3                                               |

### Gewichtheffen
| Olympiër             | Discipline | Resultaat | Prestatie                                                                                |
| -------------------- | ---------- | --------- | ---------------------------------------------------------------------------------------- |
| Arturo Dandan        | -56kg (m)  | DNF       | drukken: geen geldige poging                                                             |
| Salvador del Rosario | -56kg (m)  | DNF       | drukken: geen geldige poging                                                             |
| Noe Rinonos          | -60kg (m)  | 15e       | drukken: 12de met 110kg trekken: 13de met 100kg stoten: 14de met 132,5kg totaal: 242,5kg |

### Schietsport
| Olympiër          | Discipline              | Resultaat | Prestatie                        |
| ----------------- | ----------------------- | --------- | -------------------------------- |
| Leopoldo Ang      | 50m geweer 3 houdingen  | 50e       | 1098 punten: (389-374-335)       |
| Adolfo Feliciano  | 50m geweer 3 houdingen  | 34e       | 1133 punten: (391-379-363)       |
| Adolfo Feliciano  | 50m geweer liggend      | 67e       | 583 punten: (98-95-98-95-98-99)  |
| Jaime Villafuerte | 50m geweer liggend      | 48e       | 587 punten: (99-100-99-98-95-96) |
| Adolfo Feliciano  | 300m geweer 3 houdingen | 22e       | 1108 punten: (378-371-359)       |
| Bernardo San Juan | 300m geweer 3 houdingen | 28e       | 1060 punten: (379-349-332)       |
| José Agdamag      | 50m pistool             | 61e       | 514 punten: (88-81-83-87-90-85)  |
| Antonio Mendoza   | 50m pistool             | 60e       | 514 punten: (86-89-81-86-89-83)  |
| Horacio Miranda   | 25m snelvuurpistool     | 54e       | 541 punten: (266-275)            |
| Paterno Miranda   | 25m snelvuurpistool     | 32e       | 578 punten: (291-287)            |

### Turnen
| Olympiër      | Discipline               | Resultaat | Prestatie    |
| ------------- | ------------------------ | --------- | ------------ |
| Ernesto Beren | meerkamp individueel (m) | 117e      | 19,00 punten |
| Norman Henson | meerkamp individueel (m) | 116e      | 27,65 punten |

### Wielersport
| Olympiër             | Discipline                    | Resultaat | Prestatie                                            |
| Baan                 | Baan                          | Baan      | Baan                                                 |
| -------------------- | ----------------------------- | --------- | ---------------------------------------------------- |
| Rolando Guaves       | sprint (m)                    | 17e       | 1ste ronde serie 9: 3de 1ste ronde herkansingen: 3de |
| Roberto Roxas        | sprint (m)                    | 17e       | 1ste ronde serie 1: 3de 1ste ronde herkansingen: 2de |
| Rolando Guaves       | tijdrit (m)                   | 28e       | 1.10,2                                               |
| Benjamin Evangelista | individuele achtervolging (m) | 20e       | kwalificatie: 20ste in 5.22,12                       |

### Worstelen
| Olympiër           | Discipline  | Resultaat   | Prestatie                                                    |
| Vrije stijl        | Vrije stijl | Vrije stijl | Vrije stijl                                                  |
| ------------------ | ----------- | ----------- | ------------------------------------------------------------ |
| Rogelio Famatid    | -57kg (m)   | 14e         | 1ste ronde: V van CAN Singerman 2de ronde: vrij              |
| Antonio Senosa     | -63kg (m)   | 21e         | 1ste ronde: V van GRE Karypidis 2de ronde: V van CUB Ramos   |
| Eliseo Salugta     | -70kg (m)   | 24e         | 1ste ronde: V van FRA Marchand 2de ronde: V van MGL Sereeter |
| Grieks-Romeins     |             |             |                                                              |
| Tortillano Tumasis | -63kg (m)   | 20e         | 1ste ronde: V van BEL Dutz 2de ronde: V van ROU Popescu      |
| Eliseo Salugta     | -70kg (m)   | 24e         | 1ste ronde: V van FIN Tapio 2de ronde: V van HUN Steer       |

### Zeilen
| Olympiër          | Discipline | Resultaat | Prestatie                             |
| ----------------- | ---------- | --------- | ------------------------------------- |
| Manuel Villarreal | finn       | 36e       | 239 punten: (DNF-DNF-32-34-35-32-DNF) |

### Zwemmen
| Olympiër                                                   | Discipline            | Resultaat    | Prestatie                                         |
| ---------------------------------------------------------- | --------------------- | ------------ | ------------------------------------------------- |
| Roosevelt Abdulgafur                                       | 100m vrije slag (m)   | 23e          | serie 5: 4de in 55,8 halve finale 2: 8ste in 55,9 |
| Luis Ayesa                                                 | 100m vrije slag (m)   | 27e          | serie 7: 4de in 56,2                              |
| Roosevelt Abdulgafur                                       | 200m vrije slag (m)   | 23e          | serie 6: 4de in 2.04,8                            |
| Tony Asamali                                               | 200m vrije slag (m)   | 31e          | serie 8: 3de in 2.06,2                            |
| Luis Ayesa                                                 | 200m vrije slag (m)   | 46e          | serie 9: 4de in 2.12,2                            |
| Tony Asamali                                               | 400m vrije slag (m)   | 30e          | serie 5: 6de in 4.47,6                            |
| Tony Asamali                                               | 200m rugslag (m)      | 26e          | serie 1: 7de in 2.30,0                            |
| Leroy Goff                                                 | 100m schoolslag (m)   | 32e          | serie 4: 6de in 1.13,7                            |
| Amman Jalmaani                                             | 100m schoolslag (m)   | halve finale | serie 4: 3de in 1.10,6                            |
| Amman Jalmaani                                             | 200m schoolslag (m)   | 28e          | serie 5: 5de in 2.42,6                            |
| Leroy Goff                                                 | 100m vlinderslag (m)  | 32e          | serie 3: 6de in 1.02,0                            |
| Leroy Goff                                                 | 200m vlinderslag (m)  | 29e          | serie 5: 7de in 2.25,3                            |
| Tony Asamali                                               | 200m wisselslag (m)   | 28e          | serie 7: 4de in 2.24,6                            |
| Roosevelt Abdulgafur Tony Asamali Luis Ayesa Alman Jaamani | 4x100m vrije slag (m) | 14e          | serie 2: 8ste in 3.47,8                           |
| Roosevelt Abdulgafur Tony Asamali Luis Ayesa Leroy Goff    | 4x200m vrije slag (m) | 15e          | serie 2: 5de in 8.41,0                            |
| Roosevelt Abdulgafur Tony Asamali Leroy Goff Alman Jaamani | 4x100m wisselslag (m) | 16e          | serie 2: 5de in 4.15,7                            |
|                                                            |                       |              |                                                   |
| Helen Elliott                                              | 100m vrije slag (v)   | 32e          | serie 1: 5de in 1.05,1                            |
| Hedy García                                                | 100m vrije slag (v)   | 41e          | serie 4: 7de in 1.06,1                            |
| Helen Elliott                                              | 200m vrije slag (v)   | 28e          | serie 2: 4de in 2.25,4                            |
| Helen Elliott                                              | 400m vrije slag (v)   | 16e          | serie 1: 4de in 4.59,9                            |
| Helen Elliott                                              | 800m vrije slag (v)   | 21e          | serie 1: 5de in 10.32,9                           |
| Hedy García                                                | 200m schoolslag (v)   | 28e          | serie 1: 4de in 3.08,1                            |
| Hedy García                                                | 200m wisselslag (v)   | 25e          | serie 3: 3de in 2.42,3                            |
| Hedy García                                                | 400m wisselslag (v)   | 26e          | serie 4: 7de in 6.07,3                            |

Afghanistan · Algerije · Amerikaanse Maagdeneilanden · Argentinië · Australië · Bahama's · Barbados · België · Bermuda · Birma · Bolivia · Bondsrepubliek Duitsland · Brazilië · Brits-Honduras · Bulgarije · Canada · Centraal-Afrikaanse Republiek · Ceylon · Chili · Colombia · Congo-Kinshasa · Costa Rica · Cuba · Denemarken · Dominicaanse Republiek · Duitse Democratische Republiek · Ecuador · El Salvador · Ethiopië · Fiji · Filipijnen · Finland · Frankrijk · Ghana · Griekenland · Groot-Brittannië · Guatemala · Guinee · Guyana · Honduras · Hongarije · Hongkong · Ierland · IJsland · India · Indonesië · Irak · Iran · Israël · Italië · Ivoorkust · Jamaica · Japan · Joegoslavië · Kameroen · Kenia · Koeweit · Libanon · Libië · Liechtenstein · Luxemburg · Madagaskar · Maleisië · Mali · Malta · Marokko · Mexico · Monaco · Mongolië · Nederland · Nederlandse Antillen · Nicaragua · Nieuw-Zeeland · Niger · Nigeria · Noorwegen · Oeganda · Oostenrijk · Pakistan · Panama · Paraguay · Peru · Polen · Portugal · Puerto Rico · Roemenië · San Marino · Senegal · Sierra Leone · Singapore · Soedan · Sovjet-Unie · Spanje · Suriname · Syrië · Taiwan · Tanzania · Thailand · Trinidad en Tobago · Tunesië · Turkije · Tsjaad · Tsjecho-Slowakije · Uruguay · Venezuela · Verenigde Arabische Republiek · Verenigde Staten · Vietnam · Zambia · Zuid-Korea · Zweden · Zwitserland